# مرحبا أيها العالم (فلم)
مرحباً أيها العالم (باليابانية: ハロー・ワールド)، ويعرف باسم Hello world، هو فيلم أنمي ياباني درامي، وخيال علمي ورومانسي لعام 2019 من إخراج توموهيكو إيتو (في ظهوره الإخراجي الأول) من السيناريو الأصلي الذي كتبهُ مادو نوزاكي.
تدور أحداث الفيلم، من إنتاج ستوديو غرافينيكا، في مدينة كيوتو المستقبلية حيث يواجه طالب مدرسة ثانوية يُدعى ناومي كاتاغاكي شخصًا يدّعي أنه نفسه، وسافر عبر الزمن من 10 سنوات في المستقبل لإنقاذ زميلة له تُدعى روري إيتشيغو.
الفيلم من بطولة تاكومي كيتامورا، وتوري ماتسوزاكا ومينامي هامابي. في ديسمبر 2018، أعلن إيتو أنه سيخرج الفيلم مع نوزاكي ومصمم الشخصيات يوكيكو هوريغوتشي، ما جعله أول فيلم خارج سلسلة Sword Art Online، الذي كان معروفاً بإخراجه.
عُرِضَ الفيلم لأول مرة في كيوتو، في 11 سبتمبر 2019، وقد أُصدِرَ في اليابان في 20 سبتمبر. حقق الفيلم نحو 25.5 مليون دولار في جميع أنحاء العالم وتلقى آراءً إيجابية من النُقاد، مع الثناء على الإخراج والتحريك. حُوّل الفيلم إلى رواية، وتلقى تصنيف الأنمي الجانبية والمانغا المقتبسة لمرتين.

## القصة
في كيوتو 2027، وضعت الحكومة اليابانية خططاً لجمع وحفظ المعمارية الطبيعية للمدينة وثقافتها من خلال طائرات بدون طيار بالزمن الحقيقي، وتخزين جميع بياناتها بحاسوب كمي ذي سعة لا نهائية يُعرف باسم آلتيل.
ناومي كاتاغاكي، طالب غامض في المدرسة الثانوية، يعيش في كيوتو لديه شغف بالقراءة. ذات يوم بعد المدرسة، يسرق غراب ثلاثي الأرجل غامض كتابه، وفي محاولة لاستعادته، يلتقي برجل غريب يظهر من العدم. يكشفَ أن هذا الرجل، الذي يستطيع ناومي فقط رؤيته، هو نفسه بعد 10 سنوات، وقد كَبِرَ الآن وأصبح بالغاً.
يوضح ناومي البالغ أنه وصل إلى آلتيل من العالم الحقيقي الخارجي لغرض تغيير الماضي المسجل وإنقاذ حبيبة ناومي المستقبلية، زميلته روري إيتشيغو، بعد أن أصيبت للأسف بصاعقة في مهرجان الألعاب النارية ودخلت في غيبوبة. يقرر ناومي المراهق مناداة نفسه البالغ بـ «المعلم» ويوافق على المساعدة، نظراً إلى أن نفسه البالغ يملك قدرات محدودة مثل صورة رمزية داخل آلتيل. يمنح المعلم ناومي قوة خاصة، يد الإله، تظهر من الغراب ثلاثي الأرجل مثل قفاز يد شفاف، للسماح له بإنشاء أي شيء طالما أن تركيبته الكيميائية والفيزيائية ليست معقدة للغاية.
باستشارة مذكراته الخاصة، يقود المعلم ناومي إلى اكتساب مودة روري ببطء وفي النهاية يقعان بالحب. في ليلة الحادث، يرفض ناومي دعوتها للخروج للمهرجان ويبقى خارج منزلها بناءً على أوامر المعلم. نظراً لإدراكهما أنه لكون هذا العالم داخل آلتيل، فقد يتسبب المعلم في بدء تشغيل نظام الاستقرار. تظهر روبوتات بهيئة رجال ثعالب يحاولون تصحيح البيانات، ونقل روري وناومي لموقع الحادث. باستدعاء الثقب الأسود، لا يمحو ناومي الرجال الثعالب فقط، بل أيضاً ضربة الصاعقة التي كانت ستصيب الشجرة المُفتَرض لروري الانتظار عندها في الأصل، وبالتالي وقوع الحادث. ينجح بإنقاذ روري وإعادة كتابة البيانات.
في تطور الأحداث، يستعيد المعلم فجأة يد الإله وينقل روري بعيداً قبل أن يختفوا. يصدمَ ناومي عندما يدرك أن خطة المعلم كانت استعادة حالة روري العقلية الأصلية في آلتيل، وبهذا يمكن مزامنة البيانات بعقل روري الذي بغيبوبة في العالم الحقيقي، وتمكينها من الاستيقاظ. وعند عودته، مهزوماً، إلى المدينة، يواجه ناومي فجأة الآلاف من الرجال الثعالب؛ وهو تأثير قرار المعلم بإعادة تشغيل النظام بعد إعادة كتابة البيانات المتعلقة بوجود روري. يبدأ النظام بعد ذلك تلقائياً بتصفية أجزاء من البيانات لتخزينها وأخرى ليتم محوها، مسبباً تحول المساحة داخل كيوتو 2027 وظهور الشفق الأحمر في السماء. يتذكر ناومي كيف نُقِلَتْ روري آنياً بعيداً بطريقة مماثلة، فيقفز داخل المنطقة الحمراء. يستيقظ في فضاء افتراضي داخل الغراب ثلاثي الأرجل، الذي يؤكد له أنه لم يمت، ويَعِد بمساعدته في إنقاذ روري، مُظهِراً له يد الإله مرة أخرى.
في هذه الأثناء، في العالم الحقيقي، يعانق المعلم روري، التي استيقظت من الغيبوبة. ومع ذلك، سرعان ما يبدأ الرجال الثعالب في الظهور حول الغرفة محاولين استهدافها، يدرك المعلم أن عالمه أيضاً هو عالم داخل آلتيل. يلتفت ناومي باتجاه غرفة روري في المستشفى ويستعد لإحضارها إلى الدرج خارج مجمع آلتيل. بمساعدة المعلم، يتمكنون من تجاوز الرجال الثعالب، وتعود روري إلى زمنها عبر بوابة أنشأتها يد الإله. يحوّل رجال الثعالب أهدافهم إلى ناومي (البالغ والمراهق معًا)، ويتحولون لمخلوق عملاق رهيب يتغلب على قوة ناومي. في اللحظة الأخيرة، يضحي المعلم بنفسه، مُدرِكاً أنه لا يمكن وجود سوى ناومي واحد ويشكر نفسه في الماضي لسماحه برؤية ابتسامة روري مجدداً، متمنياً له أن يكون سعيداً دائماً.
داخل مبنى إدارة آلتيل، يُوقف تشغيل آلتيل بنجاح بعد أن أصبحت بياناتها خارجة عن السيطرة وبدأت بتكرار نفسها. يُلغى تنشيط نطام آلتيل المنطقي، ما يجعل من الممكن حدوث عالم موازٍ داخل آلتيل. في موقف مليء بالدموع، يعود ناومي إلى روري ويتشارك الاثنان قبلة. نظراً إلى أن البيانات كُتِبَت وأُعيدت كتابتها بشكل لا يمكن التعرف عليه، يُحَيي ناومي عالماً موازياً أمامه هو وروري.
في المشهد الأخير، يستيقظ ناومي البالغ على قمة الحضارة البشرية على سطح القمر، وعلى صوت متداخل من الغراب ثلاثي الأرجل وروري البالغة، ما يعني أن ناومي سقط في غيبوبة، بعد إنقاذ روري، بسبب الإصابات من الفشل بدخول آلتيل في محاولاته السابقة، وحينها تنقل روري البالغة ذكريات ناومي من آلتيل إلى العالم الحقيقي.

## أداء صوتي
- تاكومي كيتامورا بدور ناومي كاتاغاكي:

طالب في المدرسة الثانوية بعمر 16 عامًا يعيش في كيوتو عام 2027 وبطل الفيلم. تجربة كيتامورا كعضو في لجنة المكتبة في أيامه الابتدائية جعلته يفهم شخصيته في الفيلم على أنه «فتى رقيق ودافئ» يقضي وقته في الشعور بالراحة مع الكتب.
- توري ماتسوزاكا بدور ناومي كاتاغاكي البالغ / المعلم:

شخصية ناومي كاتاغاكي المستقبلية من 10 سنوات لاحقة في عام 2037 والرئيس التنفيذي مجمع إدارة آلتيل. كان ماتسوزاكا (قلقًا قليلًا) بشأن نوع الحيوان الذي سيؤدي صوته في هذا الفيلم بعد دبلجة الشخصية الرئيسية في بادينغتون 2014، لكنه ارتاح بعدما عرف أنه سيكون إنسانًا بدلًا من ذلك.
- مينامي هامابي بدور روري إيتشيغو:

زميلة ناومي كاتاغاكي وعضوة في لجنة الكتاب. وصفت هامابي شخصيتها في الفيلم بأنها «فتاة صادقة وخرقاء، (وذات) جوهر قوي». رغم عدم اعتيادها على الأداء الصوتي، نُصحت بطريقة «المحاولة والفشل» من قِبل أيتو.
كما ظهرت في الفيلم هاروكا فوكوهارا بدور ميسوزو كادينوكوجي، هي مشهورة الصف التي تصبح صديقة لإيتشيغو؛ ميناكو كوتوبوكي بدور يي يي شو، المرؤوس الصيني لكاتاغاكي البالغ؛ ري كوجيميا بدور الغراب؛ وتاكاهيتو كوياسو بدور تسونيهيسا سينكو، زميل كاتاغاكي البالغ وأستاذ في مجمع إدارة آلتيل.